# Viktor Barvitius

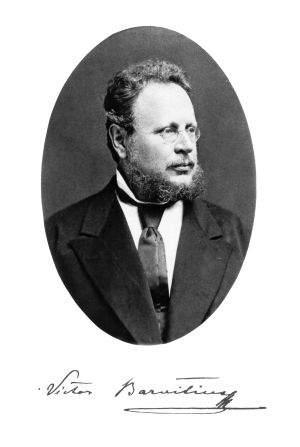
Viktor Barvitius

Viktor Barvitius (* 28. März 1834 in Prag; † 9. Juni 1902 ebenda) war ein böhmischer Maler, Dekorateur und Kunsttheoretiker.

## Leben
Viktor war der jüngere Bruder des Architekten Anton Barvitius. Er studierte ab 1849 an der Prager Akademie bei Christian Ruben und dann bei Eduard von Engerth. 1862 wurde er Konrektor der Akademie. Er gehörte seit 1863 der Künstlervereinigung Umělecká beseda an. Zahlreiche Reisen führten ihn nach Wien, Dresden, Leipzig, München, Nürnberg und Berlin. 1864 erhielt er ein Stipendium und fuhr 1865 nach Paris, wo er das Atelier von Thomas Coutures besuchte und einige Zeit bei Soběslav Pinkas in Cernay-la-Ville lebte. 1867 kehrte er nach Prag zurück. Er gehörte 1871 zu den Mitbegründern des St. Lukas-Künstlervereins. Von 1877 bis 1893 wirkte er als Inspektor der Gemäldegalerie der Gesellschaft patriotischer Kunstfreunde; deren Katalog wurde von ihm publiziert. 1883 unternahm er eine Reise zu den Gemäldegalerien in Dresden, Berlin und München, um die Einrichtung der Galerie im Prager Rudolfinum vorzubereiten. Der Bericht über diese Reise befindet sich im Archiv der Prager Nationalgalerie, wurde 2020 transkribiert und (auch online) publiziert und gibt höchst interessante Auskünfte über zahlreiche museologische Fragen.

## Werk

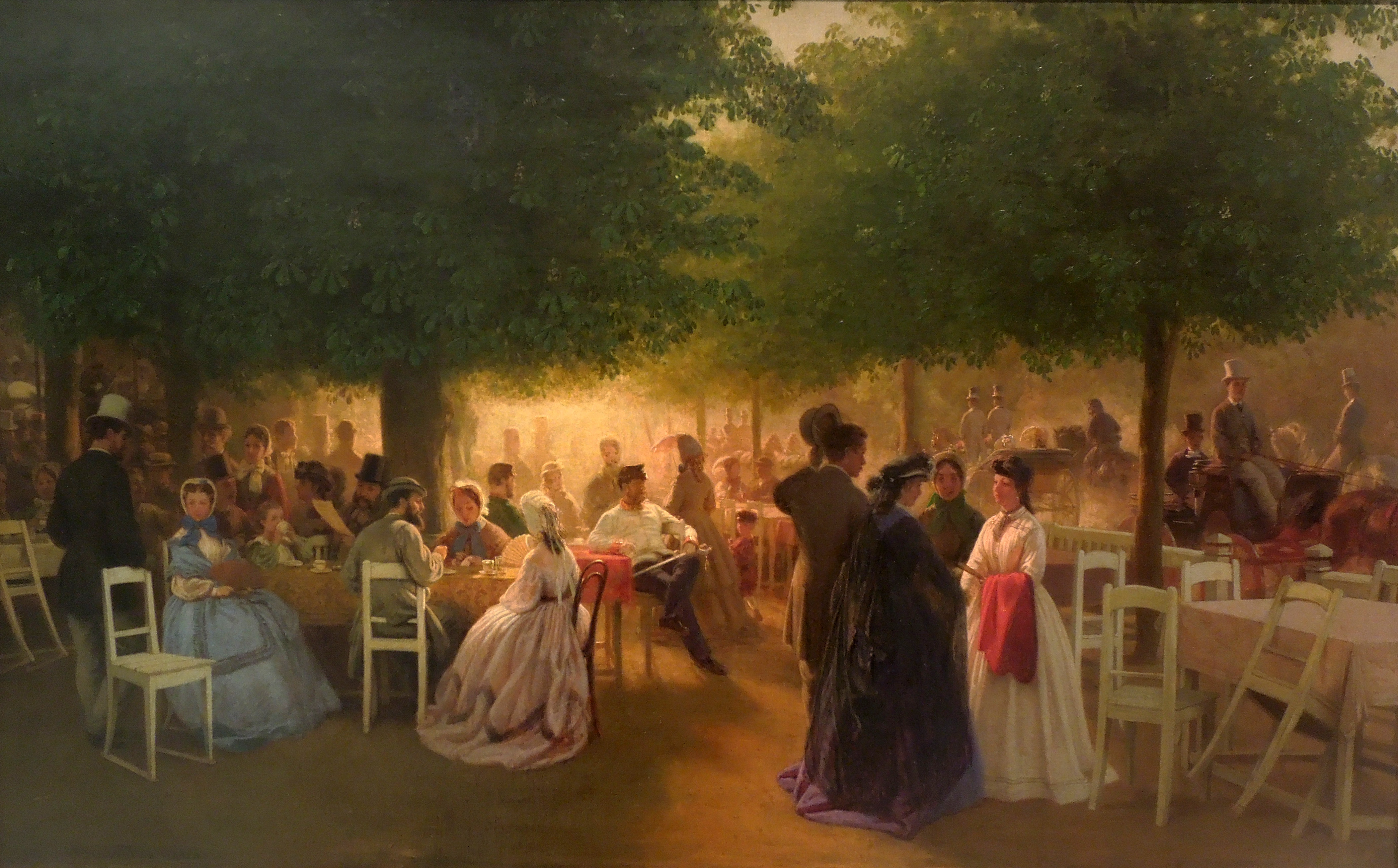
Donnerstag in der Stromovka (1885)

Viktor Barvitius war ein Vertreter der realistischen Malerei in Böhmen, ähnlich wie Soběslav Pinkas und Karel Purkyně. Ausgehend von der Historienmalerei gelangte er zu realistischen Bildern der zeitgenössischen Gesellschaft, die nicht mehr literarischer Komposition, sondern der Erfassung des Augenblicks verpflichtet waren. Ebenso wandelte sich seine akademische Genremalerei zu einer mehr lockeren und farbkräftigeren Malweise.
- Johann von Böhmen in der Schlacht bei Crécy, 1858
- Nationale Feier in der Hvězda, (Prag, Präsidentschaftsbüro), 1861, Öl auf Leinwand, 52 × 102 cm
- Straßenszene, (Prag, Nationalgalerie, Inv. Nr. O 4997), 1864, Öl auf Leinwand, 29,5 × 38,5 cm
- Das Prüfen von Pferden (Prag, Nationalgalerie, Inv. Nr. O 10244), um 1866, Öl auf Leinwand, 27 × 35 cm
- Donnerstag in der Stromovka, 1885

## Schriften
- Katalog der Gemälde-Galerie im Künstlerhause Rudolphinum zu Prag. Gesellschaft patriotischer Kunstfreunde in Böhmen, Prag 1889.
- Die ersten fünfundzwanzig Jahre des unter dem hohen Protectorate Sr. kais. Hoheit des durchl. Herrn Erzherzogs Ludwig Salvator von Toscana stehenden St. Lucas-Vereines in Prag. Prag 1896.